# Milanówek (przystanek kolejowy)
Milanówek – przystanek kolejowy w Milanówku, w województwie mazowieckim, w Polsce.

## Ruch pasażerski
| Rok  | Wymiana pasażerska na dobę |
| ---- | -------------------------- |
| 2017 | 3 000-4 000                |
| 2022 | 5 000-6 000                |

## Położenie i budowa
Przystanek leży na dwutorowej linii kolejowej nr 447, przebiegającej równolegle do również dwutorowej linii kolejowej nr 1 (Warszawa ÷ Katowice). Linia nr 447 ma charakter lokalny. Pomiędzy torami zlokalizowano peron wyspowy, na który wejście możliwe jest podziemnym tunelem.
Pozostałe dwa tory (Linia kolejowa nr 1) przeznaczone są wyłącznie dla ruchu towarowego i dalekobieżnego, m.in. pociągów PKP Intercity dojeżdżających tędy do rozpoczynającej się w Grodzisku Mazowieckim Centralnej Magistrali Kolejowej i nie ma przy nich peronów.
Po obu stronach linii zlokalizowano niewielkie, murowane budynki stanowiące wejścia do tunelu. W jednym z nich (od strony południowej) zlokalizowana jest kasa Kolei Mazowieckich oraz kiosk i bar.

## Połączenia
| Linia | Operator           | Trasa                                                                          |
| ----- | ------------------ | ------------------------------------------------------------------------------ |
| R1    | Koleje Mazowieckie | Warszawa Wschodnia - Milanówek - Grodzisk Mazowiecki - Żyrardów - Skierniewice |